# Saulea
Saulea es un género de caracoles de agua dulce con un opérculo, gastropodos de la familia Ampullariidae,  los cuales son conocidos popularmente caracoles manzana.
Saulea es el género tipo de la tribu de Sauleini.
La distribución de los caracoles del género Saulea es continente de África.

## Especies
Se conocen  dos especies dentro del género Saulea:
- † Saulea lithoides (Pain & Beatty, 1964)[2] - en el este de África[4]
- Saulea vitrea (Born, 1780) - type species[2] - en el oeste de África[4]